# Never Ending Tour 1990
Never Ending Tour 1990 es el tercer año de la gira Never Ending Tour, una gira musical del músico estadounidense Bob Dylan realizada de forma casi ininterrumpida desde el 7 de junio de 1988. A lo largo del año, tocó un total de 93 conciertos.

## Trasfondo
El tercer año del Never Ending Tour comenzó con una gira llamada Fastbreak Tour donde Dylan tocó en los Estados Unidos, Brasil, Francia e Inglaterra en menos de treinta días. Esta gira comenzó con un concierto en el Toad's Place de New Haven (Connecticut), donde Dylan tocó un total de cincuenta canciones en cuatro sets, convirtiéndose en el concierto más largo de Dylan hasta la fecha. Durante la gira, Dylan también tocó cuatro conciertos en París y seis conciertos con todas las entradas venidas en el Hammersmith Apollo de Londres, Inglaterra.
El 29 de mayo, Dylan comenzó una gira de dieciséis fechas en Canadá y los Estados Unidos. Después de finalizar su corta gira por Norteamérica, Dylan se embarcó en otra gira aún más breve por Europa, con nueve conciertos, varios de ellos en festivales como el Roskilde Festival de Dinamarca o el Festival de Jazz de Montreux en Suiza.
Dylan regresó a Norteamérica para ofrecer una nueva etapa veraniega de veintitrés fechas en los Estados Unidos y en Canadá. La etapa comenzó el 12 de agosto en Edmonton y finalizó un mes después, el 12 de septiembre, en Mesa (Arizona). Dylan tocó un total de veinte conciertos en catorce estados y provincias.
Dylan comenzó su cuarta y última etapa de la gira el 11 de octubre en Brookville, Nueva York, con un total de treinta fechas por los Estados Unidos. Durante la etapa, tocó un total de cinco ocasiones seguidas en el Beacon Theatre de Nueva York. La etapa finalizó el 18 de noviembre en el Fox Theatre de Detroit (Míchigan), después de ofrecer 93 conciertos durante todo el año.

## Fechas
| #                  | Fecha                    | Ciudad          | País           | Escenario                               | Entradas vendidas/disponibles | Taquilla |
| ------------------ | ------------------------ | --------------- | -------------- | --------------------------------------- | ----------------------------- | -------- |
| The Fastbreak Tour |                          |                 |                |                                         |                               |          |
| 1                  | 12 de enero de 1990      | New Haven       | Estados Unidos | Toad's Place                            | —                             | —        |
| 2                  | 14 de enero de 1990      | University Park | Estados Unidos | Rec Hall                                | —                             | —        |
| 3                  | 15 de enero de 1990      | Princeton       | Estados Unidos | McCarter Theatre                        | —                             | —        |
| 4                  | 18 de enero de 1990      | São Paulo       | Brasil         | Estádio do Morumbi                      | —                             | —        |
| 5                  | 25 de enero de 1990      | Río de Janeiro  | Brasil         | Praça da Apoteose                       | —                             | —        |
| 6                  | 29 de enero de 1990      | París           | Francia        | Le Grand Rex                            | —                             | —        |
| 7                  | 30 de enero de 1990      | París           | Francia        | Le Grand Rex                            | —                             | —        |
| 8                  | 31 de enero de 1990      | París           | Francia        | Le Grand Rex                            | —                             | —        |
| 9                  | 1 de febrero de 1990     | París           | Francia        | Le Grand Rex                            | —                             | —        |
| 10                 | 3 de febrero de 1990     | Londres         | Inglaterra     | Hammersmith Apollo                      | —                             | —        |
| 11                 | 4 de febrero de 1990     | Londres         | Inglaterra     | Hammersmith Apollo                      | —                             | —        |
| 12                 | 5 de febrero de 1990     | Londres         | Inglaterra     | Hammersmith Apollo                      | —                             | —        |
| 13                 | 6 de febrero de 1990     | Londres         | Inglaterra     | Hammersmith Apollo                      | —                             | —        |
| 14                 | 7 de febrero de 1990     | Londres         | Inglaterra     | Hammersmith Apollo                      | —                             | —        |
| 15                 | 8 de febrero de 1990     | Londres         | Inglaterra     | Hammersmith Apollo                      | —                             | —        |
| Norteamérica       |                          |                 |                |                                         |                               |          |
| 16                 | 29 de mayo de 1990       | Montreal        | Canadá         | Sporting Auditorium                     | —                             | —        |
| 17                 | 30 de mayo de 1990       | Kingston        | Canadá         | Kingston Memorial Centre                | —                             | —        |
| 18                 | 1 de junio de 1990       | Ottawa          | Canadá         | National Arts Centre                    | —                             | —        |
| 19                 | 2 de junio de 1990       | Ottawa          | Canadá         | National Arts Centre                    | —                             | —        |
| 20                 | 4 de junio de 1990       | London          | Canadá         | UWO Alumni Hall                         | —                             | —        |
| 21                 | 5 de junio de 1990       | Toronto         | Canadá         | Sony Centre for the Performing Arts     | —                             | —        |
| 22                 | 6 de junio de 1990       | Toronto         | Canadá         | Sony Centre for the Performing Arts     | —                             | —        |
| 23                 | 7 de junio de 1990       | Toronto         | Canadá         | Sony Centre for the Performing Arts     | —                             | —        |
| 24                 | 9 de junio de 1990       | East Troy       | Estados Unidos | Alpine Valley Music Theatre             | —                             | —        |
| 25                 | 10 de junio de 1990      | Davenport       | Estados Unidos | Adler Theater                           | —                             | —        |
| 26                 | 12 de junio de 1990      | La Crosse       | Estados Unidos | La Crosse Center                        | —                             | —        |
| 27                 | 13 de junio de 1990      | Sioux Falls     | Estados Unidos | Sioux Falls Arena                       | —                             | —        |
| 28                 | 14 de junio de 1990      | Fargo           | Estados Unidos | Fargo Civic Center                      | —                             | —        |
| 29                 | 15 de junio de 1990      | Bismarck        | Estados Unidos | Bismarck Civic Center                   | —                             | —        |
| 30                 | 17 de junio de 1990      | Winnipeg        | Canadá         | Centennial Concert Hall                 | —                             | —        |
| 31                 | 18 de junio de 1990      | Winnipeg        | Canadá         | Centennial Concert Hall                 | —                             | —        |
| Europa             |                          |                 |                |                                         |                               |          |
| 32                 | 27 de junio de 1990      | Reikiavik       | Islandia       | Laugardalshöll                          | —                             | —        |
| 33                 | 29 de junio de 1990      | Roskilde        | Dinamarca      | Dyrskuepladsen                          | —                             | —        |
| 34                 | 30 de junio de 1990      | Kalvøya         | Noruega        | Kalvøya                                 | —                             | —        |
| 35                 | 1 de julio de 1990       | Turku           | Finlandia      | Ruissalo                                | —                             | —        |
| 36                 | 3 de julio de 1990       | Hamburgo        | Alemania       | Hamburg Stadtpark                       | —                             | —        |
| 37                 | 5 de julio de 1990       | Berlín          | Alemania       | Internationales Congress Centrum Berlin | —                             | —        |
| 38                 | 7 de julio de 1990       | Torhout         | Bélgica        | Torhout Park                            | —                             | —        |
| 39                 | 8 de julio de 1990       | Werchter        | Bélgica        | Werchter Park                           | —                             | —        |
| 40                 | 9 de julio de 1990       | Montreux        | Suiza          | Auditorium Stravinski                   | —                             | —        |
| Norteamérica       |                          |                 |                |                                         |                               |          |
| 41                 | 12 de agosto de 1990     | Edmonton        | Canadá         | Northern Alberta Jubilee Auditorium     | —                             | —        |
| 42                 | 13 de agosto de 1990     | Edmonton        | Canadá         | Northern Alberta Jubilee Auditorium     | —                             | —        |
| 43                 | 15 de agosto de 1990     | Calgary         | Canadá         | Southern Alberta Jubilee Auditorium     | —                             | —        |
| 44                 | 16 de agosto de 1990     | Calgary         | Canadá         | Southern Alberta Jubilee Auditorium     | —                             | —        |
| 45                 | 18 de agosto de 1990     | George          | Estados Unidos | The Gorge Amphitheatre                  | —                             | —        |
| 46                 | 19 de agosto de 1990     | Victoria        | Canadá         | Victoria Memorial Arena                 | —                             | —        |
| 47                 | 20 de agosto de 1990     | Vancouver       | Canadá         | Pacific Coliseum                        | —                             | —        |
| 48                 | 21 de agosto de 1990     | Portland        | Estados Unidos | Arlene Schnitzer Concert Hall           | —                             | —        |
| 49                 | 24 de agosto de 1990     | Pueblo          | Estados Unidos | Colorado State Fair Events Center       | —                             | —        |
| 50                 | 26 de agosto de 1990     | Des Moines      | Estados Unidos | Iowa State Fairgrounds                  | —                             | —        |
| 51                 | 27 de agosto de 1990     | Merrillville    | Estados Unidos | Holiday Star Music Theater              | —                             | —        |
| 52                 | 28 de agosto de 1990     | Merrillville    | Estados Unidos | Holiday Star Music Theater              | —                             | —        |
| 53                 | 29 de agosto de 1990     | Falcon Heights  | Estados Unidos | Minnesota State Fairgrounds             | —                             | —        |
| 54                 | 31 de agosto de 1990     | Lincoln         | Estados Unidos | Nebraska State Fairgrounds              | —                             | —        |
| 55                 | 1 de septiembre de 1990  | Lampe           | Estados Unidos | Swiss Villa Amphitheater                | —                             | —        |
| 56                 | 2 de septiembre de 1990  | Hannibal        | Estados Unidos | Riverfront Theater                      | —                             | —        |
| 57                 | 4 de septiembre de 1990  | Tulsa           | Estados Unidos | Riverpark Amphitheater                  | —                             | —        |
| 58                 | 5 de septiembre de 1990  | Oklahoma City   | Estados Unidos | Cox Convention Center                   | —                             | —        |
| 59                 | 6 de septiembre de 1990  | Dallas          | Estados Unidos | Fair Park                               | —                             | —        |
| 60                 | 1 de septiembre de 1990  | San Antonio     | Estados Unidos | Sunken Garden Theater                   | —                             | —        |
| 61                 | 9 de septiembre de 1990  | Austin          | Estados Unidos | Palmer Auditorium                       | —                             | —        |
| 62                 | 11 de septiembre de 1990 | Santa Fe        | Estados Unidos | Paolo Soleri Amphitheater               | —                             | —        |
| 63                 | 12 de septiembre de 1990 | Mesa            | Estados Unidos | Mesa Amphitheatre                       | —                             | —        |
| 64                 | 11 de octubre de 1990    | Brookville      | Estados Unidos | Tilles Center for the Performing Arts   | —                             | —        |
| 65                 | 12 de octubre de 1990    | Springfield     | Estados Unidos | Paramount Theater                       | —                             | —        |
| 66                 | 13 de octubre de 1990    | West Point      | Estados Unidos | Eisenhower Hall Theater                 | —                             | —        |
| 67                 | 15 de octubre de 1990    | Nueva York      | Estados Unidos | Beacon Theatre                          | —                             | —        |
| 68                 | 16 de octubre de 1990    | Nueva York      | Estados Unidos | Beacon Theatre                          | —                             | —        |
| 69                 | 17 de octubre de 1990    | Nueva York      | Estados Unidos | Beacon Theatre                          | —                             | —        |
| 70                 | 18 de octubre de 1990    | Nueva York      | Estados Unidos | Beacon Theatre                          | —                             | —        |
| 71                 | 19 de octubre de 1990    | Nueva York      | Estados Unidos | Beacon Theatre                          | —                             | —        |
| 72                 | 21 de octubre de 1990    | Richmond        | Estados Unidos | Landmark Theater                        | —                             | —        |
| 73                 | 22 de octubre de 1990    | Pittsburgh      | Estados Unidos | Syria Mosque                            | —                             | —        |
| 74                 | 23 de octubre de 1990    | Charleston      | Estados Unidos | Charleston Municipal Auditorium         | —                             | —        |
| 75                 | 25 de octubre de 1990    | Oxford          | Estados Unidos | Tad Smith Coliseum                      | —                             | —        |
| 76                 | 26 de octubre de 1990    | Tuscaloosa      | Estados Unidos | Coleman Coliseum                        | —                             | —        |
| 77                 | 27 de octubre de 1990    | Nashville       | Estados Unidos | War Memorial Auditorium                 | —                             | —        |
| 78                 | 28 de octubre de 1990    | Athens          | Estados Unidos | Stegeman Coliseum                       | —                             | —        |
| 79                 | 30 de octubre de 1990    | Boone           | Estados Unidos | Varsity Gymnasium                       | —                             | —        |
| 80                 | 31 de octubre de 1990    | Charlotte       | Estados Unidos | Ovens Auditorium                        | —                             | —        |
| 81                 | 2 de noviembre de 1990   | Lexington       | Estados Unidos | Memorial Coliseum                       | —                             | —        |
| 82                 | 3 de noviembre de 1990   | Carbondale      | Estados Unidos | SIU Arena                               | —                             | —        |
| 83                 | 4 de noviembre de 1990   | St. Louis       | Estados Unidos | Fox Theatre                             | —                             | —        |
| 84                 | 6 de noviembre de 1990   | DeKalb          | Estados Unidos | DeKalb University Fieldhouse            | —                             | —        |
| 85                 | 8 de noviembre de 1990   | Iowa City       | Estados Unidos | Carver–Hawkeye Arena                    | —                             | —        |
| 86                 | 9 de noviembre de 1990   | Chicago         | Estados Unidos | Chicago Theatre                         | —                             | —        |
| 87                 | 10 de noviembre de 1990  | Milwaukee       | Estados Unidos | Riverside Theater                       | —                             | —        |
| 88                 | 12 de noviembre de 1990  | East Lansing    | Estados Unidos | Wharton Center for Performing Arts      | —                             | —        |
| 89                 | 13 de noviembre de 1990  | Dayton          | Estados Unidos | University of Dayton Arena              | —                             | —        |
| 90                 | 14 de noviembre de 1990  | Normal          | Estados Unidos | Brayden Auditorium                      | —                             | —        |
| 91                 | 16 de noviembre de 1990  | Columbus        | Estados Unidos | Columbus Palace Theatre                 | —                             | —        |
| 92                 | 17 de noviembre de 1990  | Cleveland       | Estados Unidos | Cleveland Music Hall                    | —                             | —        |
| 93                 | 18 de noviembre de 1990  | Detroit         | Estados Unidos | Fox Theatre                             | —                             | —        |